# ربيكا ليناريس
ربيكا ليناريس (ولدت في 13 يونيو 1983)، ممثلة اباحية أسبانية، ولدت في سان سبستيان، الباسك، إسبانيا، عاشت سنوات عديدة في مدينة برشلونة. اختارت لنفسها اسم ربيكا «لانه قصير وقوي»، وليناريس هو اسمها الحقيقي.

## الجوائز
- جائزة أفضل ممثلة لعام 2007 في مهرجان برشلونة السينمائي الدولي الجنسي (FICEB).

## روابط خارجية
- ربيكا ليناريس على موقع IMDb (الإنجليزية)
- ربيكا ليناريس على موقع قاعدة بيانات الفيلم (الإنجليزية)
- ربيكا ليناريس على موقع ليتربوكسد (الإنجليزية)
- ربيكا ليناريس على موقع كينوبويسك (الروسية)